# بخش مرکزی شهرستان فردیس
بخش مرکزی شهرستان فردیس یکی از بخش‌های شهرستان فردیس در استان البرز ایران است.

## جمعیت
براساس سرشماری مرکز آمار ایران در سال ۱۳۹۵، جمعیت بخش مرکزی شهرستان فردیس ۱۸۸۱۲۹ نفر (در ۶۱۱۲۹ خانوار) بوده‌است.

## تقسیمات کشوری
بخش مرکزی شهرستان فردیس از دو دهستان تشکیل شده‌است:
- دهستان فردیس
- دهستان وحدت